# نانونحو
نانونحو (به انگلیسی: nanosyntax)، یک دیدگاه در زمینه نحو است که بر اساس آن، درخت‌های تجزیه نحوی قابلیت کاهش به واحدهایی کوچک‌تر از یک تکواژ را دارند.
هرواحد می‌تواند به‌عنوان یک عنصر غیرقابل‌تجزیه تعریف شود و نیازی به تشکیل یک «زیر درخت» ندارد. به‌دلیل کاهش به کوچک‌ترین پایانهٔ‌های ممکن، پایانه‌ها می‌توانند کوچک‌تر از واژه‌ها باشند. بنابراین، نه تنها تک‌واژها و واژه‌ها نمی‌توانند به عنوان پایانه‌های مستقل مورد‌ بررسی قرار گیرند، بلکه این عناصر از ترکیب چندین پایانه ساخته شده‌اند. در نتیجه، نانونحو به عنوان یک راه‌حل برای پدیده‌هایی به کار می رود که توسط دیگر نظریه‌های نحوی به‌طور کافی توضیح داده نمی‌شوند.
برخی پژوهش‌های جدید در زبان‌شناسی نظری پیشنهاد کرده اند که «اتم‌های» نحوی می توانند از واژه‌ها یا تک‌واژه‌ها بسیار کوچک‌تر باشند. پیامد این موضوع این است که مسئولیت نحو فقط به ترتیب واژه‌های «پیش‌ساخته» محدود نیست. در عوض، در چارچوب نانونحو، واژه‌ها موجودیت‌های مشتقی هستند که در نحو کار گذاشته می‌شوند، نه عناصر اساسی‌ای که توسط فرهنگ لغت ارائه می‌شوند.